# Inland Empire (filme)
Inland Empire (bra: Império dos Sonhos; prt: Inland Empire) é um filme polaco-franco-estadunidense de 2006, dos gêneros drama e suspense, escrito e dirigido por David Lynch.

## Elenco
- Laura Dern .... Nikki Grace / Susan Blue
- Jeremy Irons .... Kingsley Stewart
- Justin Theroux .... Devon Berk / Billy Side
- Harry Dean Stanton .... Freddie Howard
- Diane Ladd .... Marilyn Levens
- Grace Zabriskie .... visitante nº 1
- William H. Macy .... Freddie Howard
- Julia Ormond .... Doris Side
- Amanda Foreman .... Tracy
- Nastassja Kinski
- Naomi Watts

## Principais prêmios e indicações
Festival de Veneza 2006 (Itália)
- Recebeu o prêmio Festival de Filmes Futuros Digitais.

Prêmio NSFC 2007 (National Society of Film Critics Awards, EUA)
- Recebeu o prêmio especial de Melhor Filme Experimental.